# Bellikon
Bellikon (in einheimischer Mundart: [ˈb̥ælikχə]) ist eine Einwohnergemeinde im Schweizer Kanton Aargau. Sie gehört zum Bezirk Baden und liegt zwischen Baden und dem Mutschellen.

## Geographie
Das Dorf liegt hoch über dem Reusstal am Südwesthang des Heitersbergs. Der Hang fällt ziemlich gleichmässig ab. Mit Ausnahme eines kleinen Plateaus, auf dem sich das Dorfzentrum befindet, gibt es kaum flache Stellen. Etwa einen Kilometer nördlich des Dorfzentrums liegt auf einer Höhe von 635 Metern der lang gezogene Ortsteil Hausen, der mittlerweile mit dem weiter unten liegenden Bellikon zusammengewachsen ist. Über das gesamte Gemeindegebiet sind Einzelhöfe verstreut.
Das Gemeindegebiet ist 494 Hektaren gross, davon sind 139 Hektaren bewaldet und 53 Hektaren überbaut. Die höchste Stelle liegt auf dem Kamm des Heitersbergs auf 787 Metern, der tiefste auf 500 Metern an der nordwestlichen Gemeindegrenze. Nachbargemeinden sind Remetschwil im Norden, Spreitenbach im Nordosten, Bergdietikon im Osten, Widen im Süden, Eggenwil im Südwesten und Künten im Westen.

## Geschichte

Luftansicht (1952)

Schon in römischer Zeit war die Gegend des heutigen Bellikon besiedelt. Hier führte die Römerstrasse zwischen dem Legionslager Vindonissa (Windisch) und Turicum (Zürich) durch. Bei Grabungen unter der Leitung von Walter Drack kamen im Jahr 1934 südlich des Dorfes Ziegel zum Vorschein. 1941 wurde mit Hilfe internierter polnischer Soldaten ein Gutshof ausgegraben, dokumentiert und danach wieder eingedeckt. Gefundene Kunstgegenstände weisen darauf hin, dass das Haus Ende des 1. Jahrhunderts errichtet worden und bis zum frühen 4. Jahrhundert bewohnt war (siehe Villa Rustica (Bellikon)).
Mitte des 6. Jahrhunderts liessen sich alamannische Siedler nieder, die weitflächige Waldgebiete rodeten. Der früheste sichere Beleg für Bellikon stammt aus dem frühen 13. Jahrhundert (ad Pellichon 11 sol. in festo); die Erwähnungen in zweien älteren Urkunden (1189 predium Bellenchon; 1179 predium Pellinchon cum pertinentiis suis) werden zum Teil Bellingen am Oberrhein zugeschrieben, beziehen sich angesichts der dort ebenfalls genannten Orte Urdorf und Spreitenbach aber wahrscheinlich ebenfalls auf Bellikon. Der Ortsname besteht aus einem um das Suffix -ing- erweiterten althochdeutschen Personennamen Ballo/Pallo oder Paldo und dem daran angehängten Grundwort hof im Dativ der Mehrzahl (-ing-hovun > -ikon) und bedeutet etwa «bei den Höfen der Sippe des Ballo/Paldo».
Bellikon und Hausen waren den Klöstern Muri, Murbach und Wettingen sowie dem Agnesspital in Baden zehntenpflichtig. Inhaber der Blutgerichtsbarkeit waren ab etwa 1300 die Habsburger. 1415 eroberten die Eidgenossen den Aargau, und die Dörfer gehörten nun zum Amt Rohrdorf in der Grafschaft Baden, einer gemeinen Herrschaft. Die niedere Gerichtsbarkeit wechselte mehrmals ihren Besitzer, zusammen mit dem Schloss Bellikon. Im März 1798 nahmen die Franzosen die Schweiz ein und riefen die Helvetische Republik aus. Bellikon war daraufhin eine Gemeinde im kurzlebigen Kanton Baden. 1803 wurde sie mit Hausen fusioniert und gehört seither zum Kanton Aargau.
Bis in die zweite Hälfte des 20. Jahrhunderts hinein blieb Bellikon ein kleines Bauerndorf, die Einwohnerzahl stieg nur leicht an. Doch dann wurde die landschaftlich reizvolle Lage Bellikons entdeckt, und das Dorf machte aufgrund seiner Nähe zu Zürich eine stürmische Entwicklung durch. Die Zahl der Einwohner stieg seit 1960 um mehr als das Dreieinhalbfache an. 1974 eröffnete die SUVA eine Rehabilitationsklinik. Die alte Pfarrkirche St. Joseph war zu klein geworden, weshalb man sie 1977 abriss und durch einen modernen Neubau ersetzte.

## Sehenswürdigkeiten

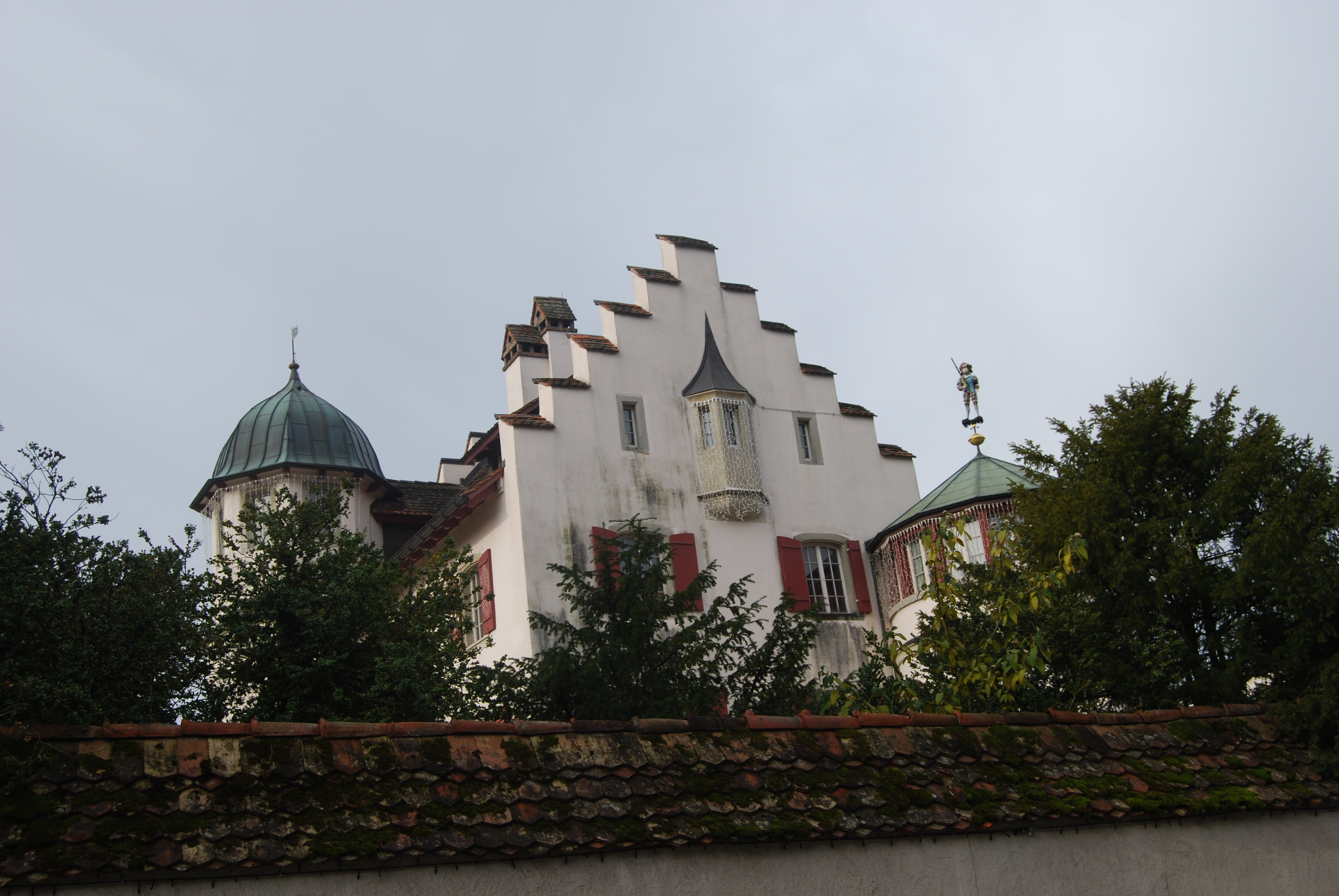
Schloss Bellikon

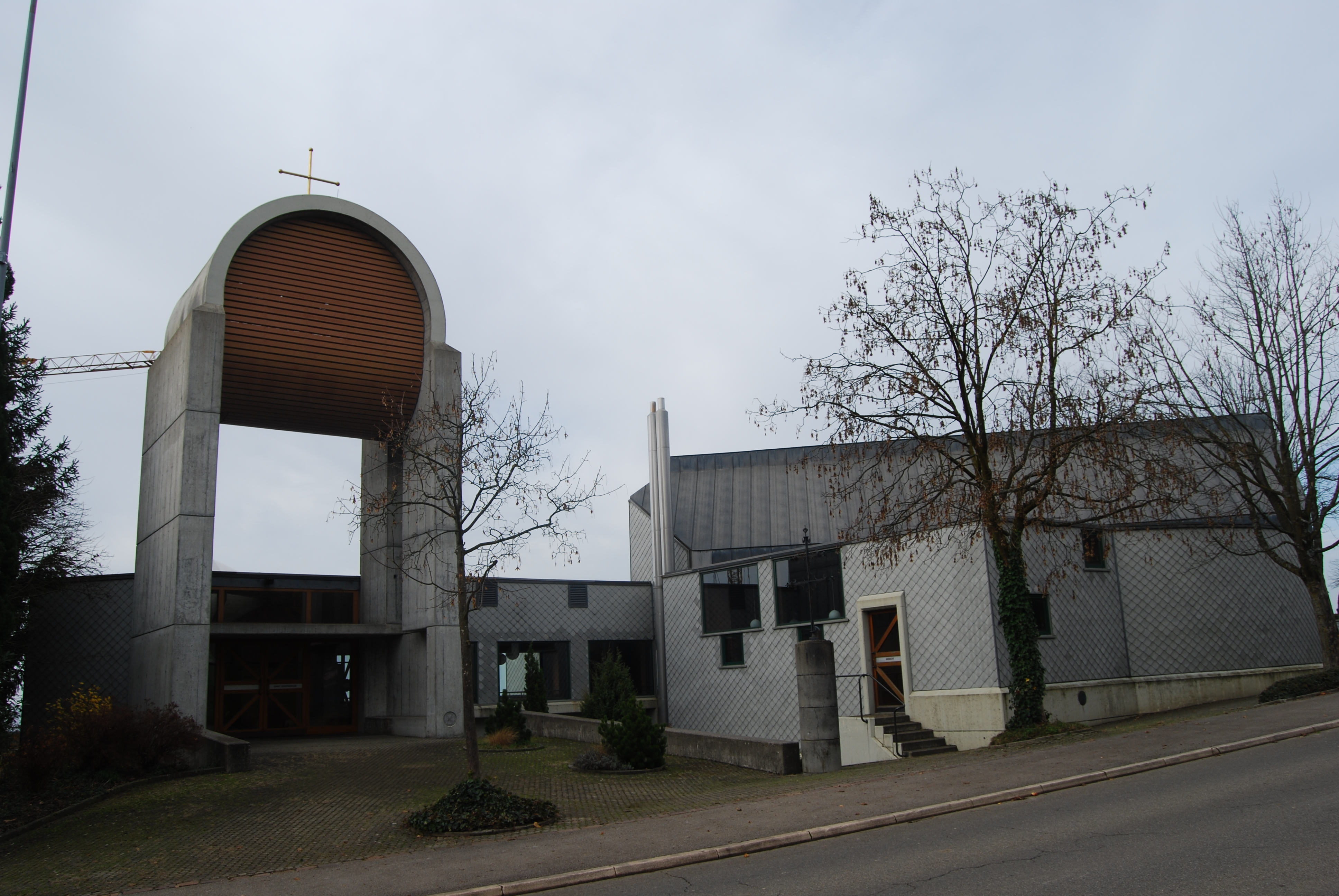
Sankt Josefskirche

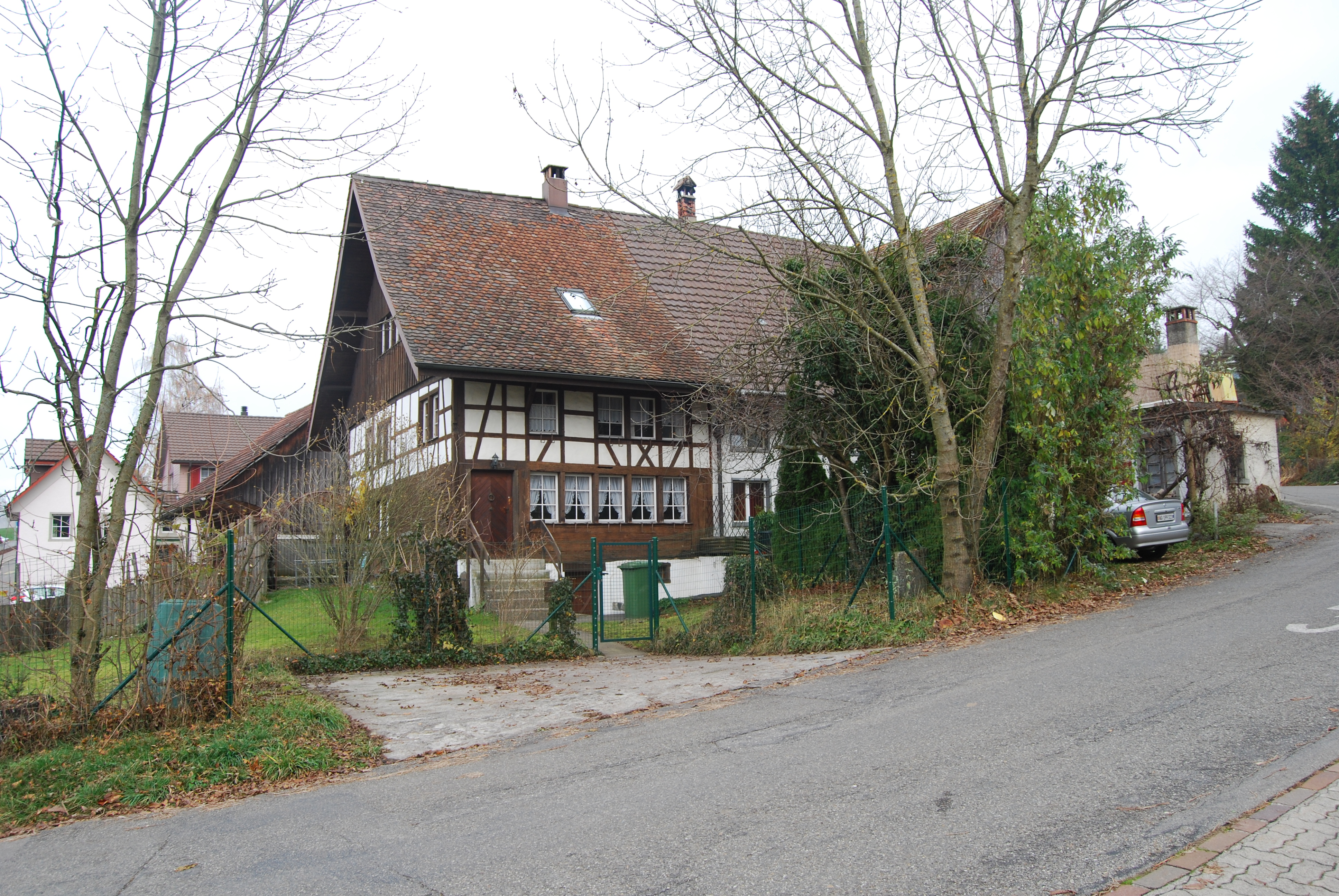
Fachwerkhaus in Bellikon

Westlich des Dorfzentrums steht in einer ausgedehnten Parkanlage das Schloss Bellikon, erbaut in der zweiten Hälfte des 14. Jahrhunderts durch die Patrizierfamilie Krieg aus Zürich. Seit 1605 gab es mehrere Besitzerwechsel, zu Beginn des 20. Jahrhunderts diente das Schloss vorübergehend als Kuranstalt. Das viergeschossige Gebäude ist spätgotisch geprägt, daran angebaut ist ein kreisrunder Treppenturm. Östlich davon steht die 1676 erbaute Schlosskapelle. Im alten Dorfkern sind einzelne Bauernhäuser aus dem 18. und 19. Jahrhundert erhalten geblieben.

## Wappen
Die Blasonierung des Gemeindewappens lautet: «In Blau weisse Burg mit Treppengiebel und linksseitig angebautem bedachtem Rundturm.» In einer Chronik von 1548 und auf der Karte des Kantons Zürich von 1667 wurde dem Dorf irrtümlich das Wappen der Herren von Bellikon (heute Bad Bellingen im Breisgau) zugewiesen, ein gelber Wappenschild mit schwarzem Balken. Die Gemeinde führte 1827 das Wappen mit der Abbildung des Schlosses Bellikon ein. Die heutige Form wurde 1965 festgelegt.

## Bevölkerung
Die Einwohnerzahlen entwickelten sich wie folgt:
| Jahr      | 1799 | 1850 | 1900 | 1930 | 1950 | 1960 | 1970 | 1980 | 1990 | 2000 | 2010 | 2020 |
| Einwohner | 305  | 440  | 377  | 340  | 434  | 426  | 627  | 905  | 1035 | 1303 | 1576 | 1544 |

Am 31. Dezember 2023 lebten 1592 Menschen in Bellikon, der Ausländeranteil betrug 13,4 %. Bei der Volkszählung 2015 bezeichneten sich 36,6 % als römisch-katholisch und 24,5 % als reformiert; 38,9 % waren konfessionslos oder gehörten anderen Glaubensrichtungen an. 94,3 % gaben bei der Volkszählung 2000 Deutsch als ihre Hauptsprache an, 1,1 % Serbokroatisch sowie je 0,8 % Englisch und Italienisch.

## Politik und Recht
Die Versammlung der Stimmberechtigten, die Gemeindeversammlung, übt die Legislativgewalt aus. Ausführende Behörde ist der fünfköpfige Gemeinderat. Er wird im Majorzverfahren vom Volk gewählt, seine Amtsdauer beträgt vier Jahre. Der Gemeinderat führt und repräsentiert die Gemeinde. Dazu vollzieht er die Beschlüsse der Gemeindeversammlung und die Aufgaben, die ihm vom Kanton zugeteilt wurden. Für Rechtsstreitigkeiten ist in erster Instanz das Bezirksgericht Baden zuständig. Bellikon gehört zum Friedensrichterkreis V (Mellingen).

## Wirtschaft

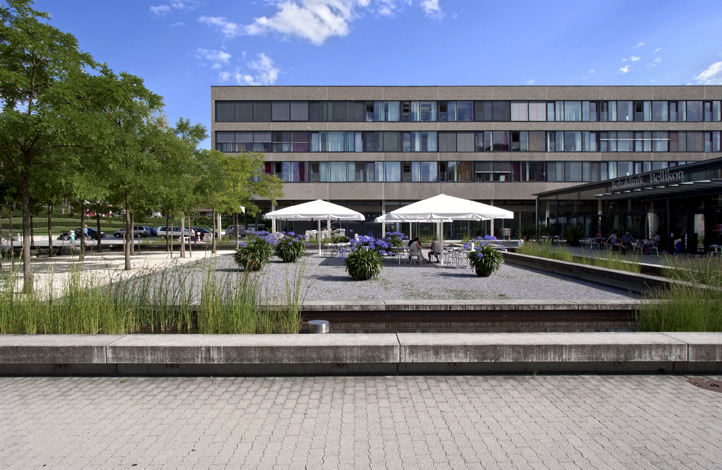
Rehaklinik der SUVA

In Bellikon gibt es gemäss der im Jahr 2015 erhobenen Statistik der Unternehmensstruktur (STATENT) rund 700 Arbeitsplätze, davon 4 % in der Landwirtschaft, 4 % in der Industrie und 92 % im Dienstleistungsbereich. Der mit weitem Abstand grösste Arbeitgeber und Steuerzahler der Gemeinde ist die SUVA, die hier eine Rehabilitationsklinik mit über 200 Betten betreibt. Viele Erwerbstätige arbeiten in den Agglomerationen von Baden oder Zürich.

## Verkehr
Bellikon liegt an der Kantonsstrasse 282 von Baden zur Mutschellen-Passhöhe. Eine Postautolinie verbindet das Dorf mit dem Bahnhof Baden und der Station Berikon-Widen (Anschluss an die Bremgarten-Dietikon-Bahn). Ausserdem gibt es eine Postautolinie von Widen über Bellikon zum Bahnhof Mellingen Heitersberg (Anschluss an die S-Bahn Zürich) sowie eine Schnellbuslinie der Gesellschaft Limmat Bus von Oberrohrdorf über Bellikon und den Uetlibergtunnel zum Bahnhof Zürich Enge. An Wochenenden verkehrt ein Nachtbus von Baden über Bellikon nach Berikon-Widen.

## Bildung
Die Gemeinde verfügt über einen Kindergarten und ein Schulhaus, in dem die Primarschule unterrichtet wird. Für die Führung der Realschule, der Sekundarschule und der Bezirksschule hat Bellikon mit drei Nachbargemeinden einen Schulverband gegründet. Schüler aus Bellikon gehen deshalb nach Niederrohrdorf, in die Kreisschule Rohrdorferberg, zur Schule. Die nächstgelegenen Gymnasien sind die Kantonsschule Baden und die Kantonsschule Wettingen.

## Persönlichkeiten
- Franz Florian Schmid (* 19. April 1657 in Bellikon; † nach 1716 ebenda), Mitglied des Rats, Hauptmann im Regiment Bessler, Landvogt von Blenio 1710  in Lottigna, nach dem er 1706 bereits die Amtsdauer des Martin Anton Schmid von Bellikon beendigt hatte, Landvogt von Val Maggia 1716 in Cevio[17]
- Ernst Kaufmann (1895–1943), Radrennfahrer
- Robert Blum (1900–1994), Komponist und Dirigent, lange in Bellikon wohnhaft und gestorben
- Gregor Stähli (* 1968), Skeletonfahrer, wohnhaft in Bellikon
- Daniela Widmer (* 1983), Autorin, Entführungsopfer, Gemeindeammann von Bellikon seit 2019